# 高垣佑
高垣 佑（たかがき たすく、1928年3月7日 - 2009年5月24日 ）は、日本の経営者。東京銀行頭取、東京三菱銀行初代頭取を務めた。

## 来歴・人物
東京都出身。1953年に東京大学経済学部を卒業し、同年に東京銀行に入行した。ハーバード大学での留学、アジア開発銀行への出向を経て、1979年6月に取締役に就任し、常務、専務を経て、1989年6月に副頭取に就任し、1990年6月には頭取に昇格した。1996年4月に三菱銀行との合併に伴い、東京三菱銀行初代頭取に就任し、1998年1月に会長に就任し、2000年6月に相談役を経て、2006年7月から特別顧問を務めた。
2009年5月24日、肝不全のために死去。81歳没。